# La Fin des temps, partie 2
La Fin des temps, partie 2 est le dernier épisode de la saison 7 de la série télévisée Buffy contre les vampires.

## Résumé
Dans la crypte, Angel commence à s'expliquer sur sa présence, mais Caleb, que l'on croyait mort, se révèle et attaque la Tueuse. Buffy finit par le tuer en le tranchant en deux avec la faux.  Le vampire donne à la Tueuse le livre sur la Force et l'amulette donnée par Lilah Morgan, en expliquant que l'objet est censé être une force purificatrice portée par un champion non humain et pourvu d'une âme. Angel veut apporter son soutien à Buffy mais la Tueuse préfère qu'il prépare une seconde ligne de défense contre le Mal, au cas où elle serait vaincue. Ils discutent également de la relation de Buffy avec Spike et des relations amoureuses de Buffy en général. Les deux amis finissent par se quitter sur de vagues promesses d'avenir.  
De retour chez elle, Buffy constate et accepte la présence de Dawn et annonce avoir tué Caleb. Elle va ensuite trouver Spike et le vampire se montre jaloux du fait que Buffy ait embrassé Angel. Il réclame et obtient l'amulette, estimant qu'il peut être le champion censé la porter. Il ne peut cependant pas en vouloir bien longtemps à Buffy, et ils passent la nuit dans les bras l'un de l'autre. Durant la nuit, La Force, sous l'apparence de Caleb, puis de Buffy elle-même, tente de briser moralement la Tueuse. Elle la renvoie, lors d’une dernière joute verbale, au combat sans espoir qui l’attend et surtout à sa situation de Tueuse, désespérément et inévitablement seule. Mais cette conversation donne néanmoins à Buffy une idée l'assurant de sa victoire.  
Le lendemain matin, elle expose son plan à ses amis. Willow y est d'abord réticente, l'exécution du plan nécessitant qu'elle emploie la magie, mais la jeune femme finit par accepter. La Tueuse livre ensuite un discours à toutes les Tueuses Potentielles, et annonce qu'elles lanceront une attaque dès le lendemain matin pour ouvrir le sceau, descendre dans la Bouche de l'Enfer et vaincre la Force. Faith et Robin Wood se rendent au lycée dans la journée et préparent le lieu pour le futur affrontement. Dans la soirée, Willow se prépare et, inquiète de devoir utiliser la magie, demande à Kennedy de la tuer si la magie la transforme à nouveau, mais la Potentielle, persuadée qu'elle arrivera à lancer le sortilège, promet de rester avec elle. Giles, Alex et Amanda font une partie de Donjons et Dragons sous la direction d'Andrew alors qu'Anya s'est endormie et que Buffy rejoint Spike pour passer la nuit avec lui.  
Le lendemain, tout le groupe se rend au lycée de Sunnydale. Faith et Spike descendent avec les Potentielles au sous-sol pour ouvrir la Bouche de l'Enfer. Alex et Dawn, Giles et Robin Wood, et Anya et Andrew ont quant à eux la charge de stopper les Turok-Han qui arriveraient à la surface, et se séparent par équipe de deux. Buffy, Willow, Alex et Giles ont une brève dernière conversation normale avant de se séparer, Giles et Alex rejoignant leurs partenaires et Willow se rendant dans le bureau de Wood. Buffy, quant à elle, retrouve Faith et les autres, et, toutes ensemble, elles ouvrent le sceau et descendent dans la Bouche. Tout le groupe est rapidement repéré par les Turok-Han, et des milliers d'entre-eux se lancent à leur assaut. Mais, au moment de commencer le combat, Willow exécute un rituel qui, conformément au plan de Buffy, libère l'essence de la faux et la transmet à toutes les Tueuses Potentielles à travers le monde, les activant toutes pour en faire des Tueuses à part entière.  
Un titanesque combat s'engage, au cours duquel les Tueuses, débordées par le nombre, ne peuvent empêcher les vampires de gagner la surface. Alors que l'amulette de Spike commence à le brûler, Buffy est blessé par un Turok-Han, Anya est coupée en deux par un Bringer, Wood est grièvement blessé et plusieurs Tueuses (dont Amanda) sont tuées par des vampires. La Force apparait une dernière fois à Buffy sous son apparence, mais la Tueuse se relève et la chasse, elle et d'autres vampires. Grâce à son amulette, Spike canalise la lumière du soleil et détruit tous les Turok-Han. Le sol se mettant à trembler, les Tueuses battent en retraite, alors que le vampire sent pleinement son âme pour la première fois. En sortant, les Tueuses aident Andrew à évacuer, alors que Giles et Wood facilitent leur fuite à bord d'un bus scolaire et qu'Alex cherche Anya, en vain. Buffy tient elle à rester avec Spike jusqu'à la fin, mais le vampire la persuade de partir. Elle quitte le lycée par le toit, alors que Spike, en riant, finit par être entièrement consumé par l'amulette, détruisant la Bouche de l'Enfer. 
Le groupe quitte la ville en toute vitesse alors que la ville commence à s'effondrer, et que Buffy arrive à les rejoindre in extremis en sautant sur le toit du véhicule depuis un immeuble. Après être sortis des limites de la ville, le bus s'arrête. En lieu et place de la ville désormais détruite de Sunnydale ne subsiste plus qu'un gigantesque cratère. Andrew annonce alors à Alex la mort d'Anya, et le réconforte en lui disant qu'elle est morte en lui sauvant la vie. Faith semble se résigner à la mort sous ses yeux de Wood du fait de ses blessures, mais, alors qu'elle le croyait parti, l'ancien proviseur ouvre brusquement les yeux, encore en vie. Tout le groupe contemple le cratère, signe de la fermeture de la Bouche de l'Enfer, de leur victoire contre le Mal et du sauvetage du monde. Lorsque Willow et Dawn demandent à Buffy ce qu'ils doivent faire maintenant, la jeune femme, réalisant qu'elle n'a plus la responsabilité de porter seule le poids du monde sur ses épaules, et qu'elle peut à présent avoir une vie normale, esquisse un sourire.  

## Production
Joss Whedon évoque un tournage très difficile en raison de l'emploi du temps de certains acteurs qui ne lui laissait que peu de temps pour tourner leurs scènes (David Boreanaz, notamment, n'était disponible que sept heures) et d'un timing très serré. Il a dû faire appel à David Solomon pour l'aider à tourner plusieurs scènes du combat final et a fini le tournage dans un état d'épuisement avancé. En revanche, Whedon s'est montré particulièrement impressionné par la qualité des effets spéciaux réalisés par Zoic Studios, une société nouvellement créée employant des effets visuels qui étaient inimaginables à l'époque du début de la série.